# ۱۶ (میلادی)
۱۶ (میلادی) شانزدهمین سال تقویم میلادی است.

## رویدادها
بر اساس مکان
امپراتوری روم
- یک ارتش رومی متشکل از ۵۰،۰۰۰ نفر به فرماندهی ژرمانیکوس، در نبرد رود وزر به پیروزی بزرگی دست یافت و آرمینیوس، فرمانده جنگ ژرمن‌ها، را شکست داد و عقاب‌های گمشده لژیون‌های واروس را بازیابی کرد.[۱]
- ژرمانیکوس ناوگان دریای شمال را برای اجتناب از رودخانه‌های خطرناک به کار می‌گیرد و ارتشی را در دلتای راین، با حدود ۱۰۰۰ کشتی، مستقر می‌کند. او آلمانی‌ها را در مصب رودخانه امس و وزر شکست می‌دهد، اما در هنگام بازگشت، ناوگان رومی تا حدی توسط طوفان‌ها نابود می‌شود.[۲]
- ونون، پادشاه محاصره‌شده ارمنستان، توسط فرماندار رومی، کرتیکوس سیلانوس، به سوریه فراخوانده شد.[۳]

## زادگان
- 16 سپتامبر - یولیا دروسیلا، دختر ژرمنیکوس و آگریپینا بزرگ (متوفی 38 پس از میلاد)

- کلودیوس دروسوس، پسر کلودیوس و پلاتیا اورگولانیلا (تاریخ تقریبی)

- دسیموس جونیوس سیلانوس تورکواتوس، کنسول روم (متوفی ۶۴ پس از میلاد)

## درگذشتگان
- 13 سپتامبر - مارکوس اسکریبونیوس لیبو، سناتور رومی (مجبور به خودکشی)

- کلمنس، برده و شیاد رومی (اعدام شده توسط تیبریوس)

- اسکریبونیا، همسر دوم سزار آگوستوس (تاریخ تقریبی)